# Arteria basilare
L'arteria basilare oppure arteria pontina è un vaso che vascolarizza numerose strutture encefaliche.
Ha origine dalle due arterie vertebrali che si anastomizzano a livello del solco bulbo pontino, davanti al bulbo, da qui la basilare decorre lungo il solco basilare della superficie ventrale del ponte di Varolio e termina dividendosi nelle due arterie cerebrali posteriori al di sopra dell'origine apparente del nervo oculomotore ed entrano a far parte del circolo di Willis.
L'arteria basilare, grazie ai suoi rami collaterali, vascolarizza il ponte, l'orecchio interno, il cervelletto, il talamo e l'ipotalamo.

## Rami collaterali
L'arteria basilare, decorrendo nel solco basilare fornisce dei rami pontini che si approfondano nella sostanza perforata posteriore vascolarizzando strutture profonde come i nuclei pontini. Stacca poi rami detti circonflessi brevi e rami circonflessi lunghi. I rami circonflessi brevi si portano lateralmente vascolarizzando la fascia del ponte e il peduncolo cerebellare medio. I rami circonflessi lunghi, invece sono rappresentati dalla arteria cerebellare inferiore anteriore e dalla arteria cerebellare superiore rispettivamente per il lobo flocculo nodulare e la faccia superiore del cervelletto. L'arteria cerebellare inferiore anteriore si può suddividere in un tratto premeatale, un tratto meatale e un tratto postmeatale. Nell'80% dei casi l'arteria cerebellare inferiore anteriore stacca l'arteria labirintica che entra nel meato acustico interno con il nervo facciale e con il nervo vestibolo cocleare; nel restante 20% dei casi l'arteria labirintica nasce direttamente dal l'arteria basilare. Rispetto all'oculomotore si forma una forchetta vascolare data dall'arteria cerebrale posteriore e dalla cerebellare superiore. Infatti, l'arteria cerebellare superiore e la cerebrale posteriore sono, rispettivamente, caudale e craniale all'emergenza del nervo oculomotore comune (III nervo cranico). Ne consegue che un aneurisma a livello di tali vasi sanguigni andrà a causare compressione sul nervo, con particolare sofferenza delle sottili fibre viscerali (fasci proiettati dal nucleo di Edinger-Westphal, innervanti i muscoli intrinseci dell’occhio) che reca. La compromissione dell’efficienza operativa di queste fibre assoniche fornirà il segno clinico dell’anisocoria, in particolare: midriasi data dalla paresi del muscolo sfintere dell'iride.